# Mistaken Identity (Ron-Blake-Album)
Mistaken Identity ist ein Jazzalbum von Ron Blake. Die Aufnahmen erschienen am 13. Oktober 2023 auf dem Label 7tēn33 Productions.

## Hintergrund
Der Saxophonist und Komponist Ron Blake veröffentlichte mit Mistaken Identity sein erstes Album unter eigenem Namen seit fünfzehn Jahren, eine Quartettaufnahme mit seinem langjährigen Freund, dem Gitarristen Bobby Broom, und den Bassisten Nat Reeves bzw. Reuben Rogers und dem Schlagzeuger Kobie Watkins. Der Albumtitel geht wahrscheinlich auf ein Zitat von Bobby Broom zurück, dass Blake „an einer Verwechslung leidet, weil er als der führende Tenorsaxophon-Stylist, der er ist, unterrepräsentiert ist.“ Blake ist vor allem für seine fast zwanzigjährige Tätigkeit in der Saturday Night Live Band und den Ensembles unter der Leitung von Christian McBride bekannt.
Die neun Titel enthalten sowohl Eigenkompositionen als auch Titel anderer Künstler, die Blake stark beeinflusst haben. Mistaken Identity beginnt mit der langsam gespielten Duke-Pearson-Melodie „Is That So?“. Weitere Nummern sind Johnny Griffins Ballade „When We Were One“, Benny Golsons häufig gecoverertes „Stablemates“, Bobby Brooms „No Hype Blues“, Blakes „Beyond Yesterday's Tomorrows“ und „Grace Ann“, Reuben Rogers’ „To Be“ und der von Victor Provost stammende Calypso „Mistaken Identity“, der stark an Sonny Rollins’ „St. Thomas“ erinnert, so Jim Hynes. Blake spielt zumeist Tenorsaxophon, Baritonsaxophon in „Grace Ann“ (ohne Broom) und in dem luftigen, karibisch angehauchten Schlussstück „Mistaken Identity“.

## Titelliste
- Ron Blake: Mistaken Identity (7tēn33 Productions)

1. Is That So? (Duke Pearson) 5:37
2. Allison 6:08
3. When We Were One (Johnny Griffin) 4:26
4. No Hype Blues (Bobby Broom) 6:23
5. Beyond Yesterday's Tomorrows 5:54
6. Grace Ann 5:22
7. Stablemates (Benny Golson) 6:42
8. To Be (Reuben Roger) 5:31
9. Mistaken Identity (Victor Provos) 4:59

Wenn nicht anders vermerkt, stammen die Kompositionen von Ron Blake.

## Rezeption
Es sei ein warm [klingendes] Album, dessen Schwerpunkt auf dem Zusammenspiel zwischen Blake und Broom liege, urteilte Jim Hanes (Making a Scene). Jeder Ton werde mit Sorgfalt vorgetragen, nichts wirke überstürzt, und der Schwerpunkt liege auf lyrischem Spiel statt auf umwerfenden Techniken.
Einst als vielversprechender „junger Löwe“ gefeiert, sei der Saxophonist Ron Blake heute eher ein schlauer alter Fuchs, der seinen Erfahrungsschatz und sein unbestreitbares Talent in dieses Album einbringe, meint Jack Bowers in All About Jazz. Da Sonny Rollins, mit dem er das Geburtsdatum teilt, einer von Blakes größten Einflüssen ist, gebe es hier bei seinem robusten Spiel auf dem Tenor einen Hauch von Rollins, aber nicht so sehr, dass jemand das eine mit dem anderen verwechseln würde. Im Gegensatz zu Rollins’ typisch zackigem Stil sei Blakes Darbietung sanft und geschmeidig, sein Vokabular weniger nachdrücklich, aber in jeder Hinsicht genauso kreativ und angenehm. Blake nutzte seine zahlreichen Erfahrungen für Mistaken Identity, was einen zum Nachdenken bringe, warum er nicht öfter Aufnahmen gemacht habe, und gleichzeitig die Hoffnung wecke, dass er in naher Zukunft ein anderes Aufnahmestudio besuchen werde.
Es gebe viele zeitgenössische gute Werke, aber großartige würden eine Geschichte mit verführerischer Entschlossenheit erzählen, Selbstvertrauen und Überzeugung. Und wenn es um die Aufnahme von Alben geht, kommt es auf den Geschmack an, insbesondere bei der Songauswahl, schrieb Marc Myers in Jazzwax. Ron Blake sei ein Saxophonist, der all diese Kriterien erfüllte. Mistaken Identity sei ein großartiges Album und eines der erfreulichsten des Jahres. Zu viele Künstler würden den Ton oder die Phrasierung ihrer Mentoren und Helden übernehmen, doch nicht Ron. Was myn da höre, sei ganz sein eigenes und stelle „flüssige Glückseligkeit dar“.